# Allopachria hautmanni
Allopachria hautmanni är en skalbaggsart som beskrevs av Wewalka 2000. Allopachria hautmanni ingår i släktet Allopachria och familjen dykare. Inga underarter finns listade i Catalogue of Life.